# Loch Oich
Loch Oich ist ein Süßwassersee in der schottischen Council Area Highland. Es handelt sich um den mittleren der drei Seen des Great Glens. Loch Oich ist nicht zu verwechseln mit dem nahegelegenen Loch Quoich.
Ähnlich wie in den benachbarten Seen soll auch in Loch Oich ein Seeungeheuer leben, das Wee Oichy genannt wird. Es wird als zottig mit hundeähnlichem Kopf beschrieben.

## Beschreibung
Der Loch ist Teil des Kaledonischen Kanales. Er liegt auf einer Höhe von 32 Metern über dem Meeresspiegel zwischen den Seen Loch Lochy im Südwesten und Loch Ness im Nordosten rund sieben Kilometer südöstlich von Fort Augustus und 54 Kilometer südöstlich des Zentrums von Inverness. Wie alle Seen des Great Glens ist Loch Oich von langgezogener Form bei geringer Breite. Seine Länge beträgt 6,5 Kilometer bei einer maximalen Breite von 450 Metern. Einziger nennenswerter Zufluss ist der aus Loch Quoich beziehungsweise Loch Garry abfließende River Garry, der am Westufer bei Invergarry einmündet. Am nordöstlichen Ende fließt der River Oich zum Loch Ness hin ab.
Trotz seiner geringen Breite weist Loch Oich eine maximale Tiefe von 46,9 Metern bei einer mittleren Tiefe von 12,7 Metern auf. Bei der Konstruktion des Kanals musste der See an einigen seichten Stellen ausgebaggert werden, um eine geeignete Fahrrinne zu schaffen. Hierzu wurde der Wasserstand des Sees vorübergehend abgesenkt. Sein Volumen von rund 24,2 Mio. Kubikmetern speist sich aus einem Einzugsgebiet von 453,35 Quadratkilometern, das zu über 50 % aus Graslandschaften besteht. Die Seefläche beträgt 1,9 Quadratkilometer bei einem Umfang von 16 Kilometern.
Gegenüber der Garry-Mündung befindet sich die langgezogene Insel An t-Eilean Fada. Bei drei kleinen Inseln in Loch Oich handelt es sich vermutlich um Crannógs. Bei Invergarry stehen die Ruinen von Invergarry Castle oberhalb des Sees.